# Pithecia pissinattii
Pithecia pissinattii — спірний вид мавп сакі, різновид мавп Нового Світу. Це ендемік Бразилії.

## Розповсюдження
Цей вид є ендеміком Бразилії, де він зустрічається на південь від річки Солімойнс між річками Мадейра та Пурус. Невідомо, як далеко на південь досягає цей вид перед зустріччю з P. irrorata.

## Опис
Лиця обох статей мають рожевий або темно-червоний колір, причому лиця старших самиць мають тенденцію до чорного кольору, а також мають чорне хутро з виразною сивиною. Молоді самці дуже сиві, але старші самці не так сильно. Самиці мають коричнюватішу спину та сивіші.